# Bruno Abakanowicz
Pour les personnes ayant le même patronyme, voir Abakanowicz.
Bruno Abdank-Abakanowicz (né le 6 octobre 1852, à Ukmergė, Lituanie (Empire russe) – mort le 29 août 1900, à Saint-Maur-des-Fossés, en France) est un mathématicien, inventeur et ingénieur électrique polonais.

## Biographie

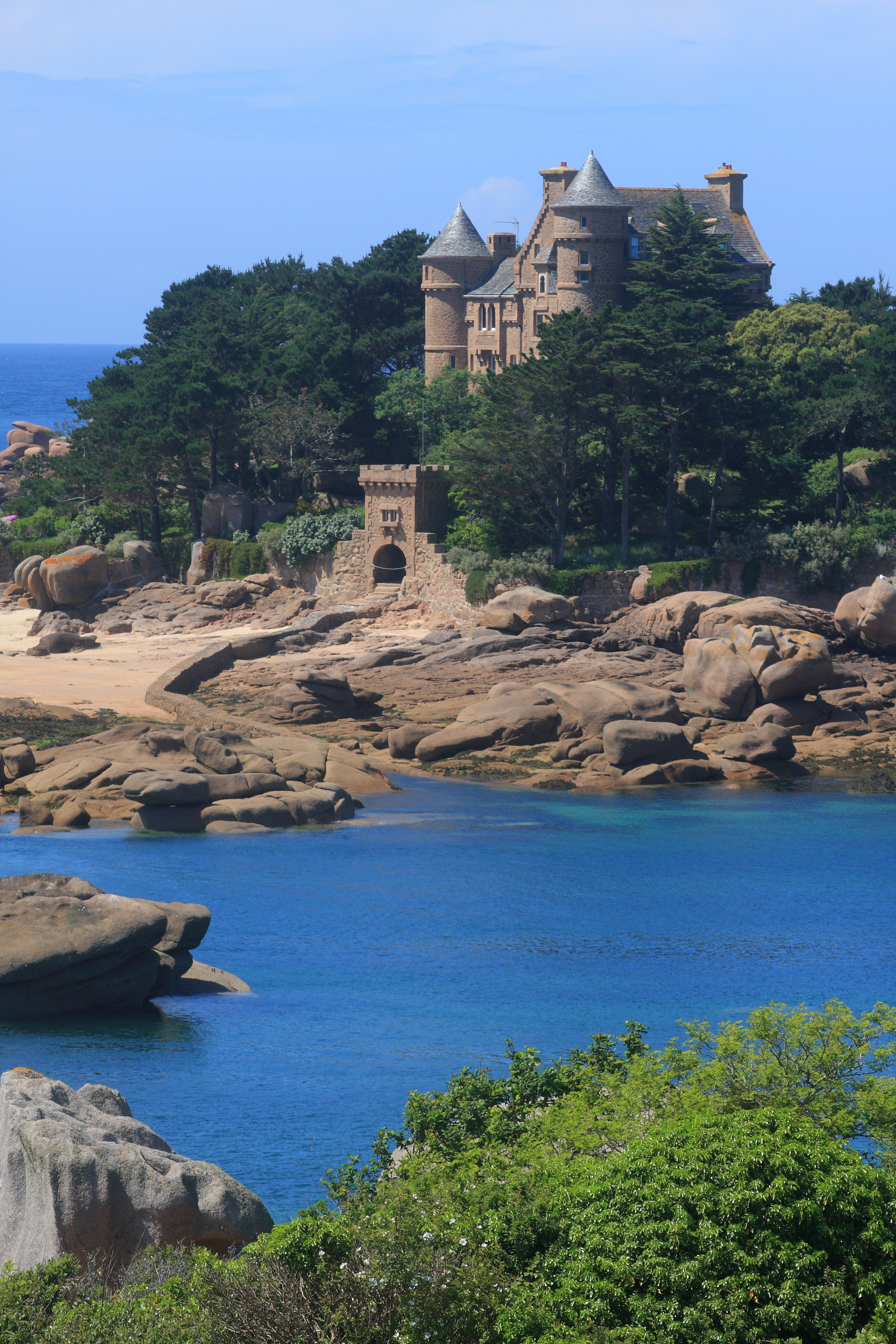
Château de Costaérès

Bruno Abdank-Abakanowicz est né le 6 octobre 1852 à Ukmergė, sous le Gouvernement de Kowno, de l'Empire russe (anciennement le grand-duché de Lituanie). Après avoir été diplômé de l'École polytechnique de Riga, Lettonie, à l'âge de 23 ans, il devient assistant à l'Université technique de Lwów, où il enseigne la géométrie, et la mécanique. En 1881, il s'installe en France où il achète une villa au parc de Saint-Maur, à Saint-Maur-des-Fossés.
Il est l'inventeur d'un intégraphe, dont il dépose le brevet en 1880, parmi ses autres inventions, le parabolagraphe, le spirographe, le transmetteur électro-magnétique (cloche électrique) utilisé dans les trains, et une lampe à arc électrique de sa propre conception. Abakanowicz a publié plusieurs ouvrages mathématiques, dans le domaine des statistiques, des intégraphes et de nombreux ouvrages de vulgarisation scientifique.
En 1889, il représente les États-Unis, à l'Exposition universelle de Paris.
Il a également été embauché par le gouvernement français, en tant qu'expert en électrification et a été l'ingénieur principal, chargé de l'électrification de plusieurs villes, dont Lyon.
Ses différents brevets lui ont permis de devenir un homme riche et aussi de recevoir la Légion d'Honneur en 1889.
Il se retire dans une petite île près de Trégastel, au large des côtes de la Bretagne, où entre 1892 et 1896, il fait construire un manoir de style néo-gothique, le château de Costaérès. Bien que les travaux de construction ne sont pas encore terminés, celui-ci devient un centre remarquable de la culture polonaise émigrée, abritant des artistes, scientifiques et politiciens. Parmi les invités fréquents se trouvaient Aleksander Gierymski, Władysław Mickiewicz, Leon Wyczółkowski et Henryk Sienkiewicz.
Vers 1896 il fait construire l'hôtel Bellevue de Ploumanac'h.
Le 15 mars 1896, il achète le moulin avec les tuiles rouges du Petit Traouiéro (Milin Ru) à un boulanger.

## Intégraphe Abdank-Abakanowicz
C'est un intégrateur, instrument mécanique permettant de réaliser des intégrations de façon moins fastidieuse qu’en décomposant l’aire sous la courbe en une réunion de figures géométriques simples.
Il utilise le principe de construction d’une courbe dont la pente des tangentes est donnée.
Le premier prototype a été inventé en 1878, et permet de tracer la courbe dite quadratrice d'Abdank-Abakanowicz, ou intégrale de cercle,.
Dans le développement d'une version commerciale de son intégraphe, Abdank-Abakanowicz a dû surmonter plusieurs difficultés. Entre 1880 et 1889, il a essayé de nombreux mécanismes différents pour résoudre le problème, du transfert d'une direction extraite d'une courbe donnée, sur une roue tranchante. Une coopération fructueuse a surgi autour de 1885 avec David Napoli (1840-1890), l'inspecteur en chef et le directeur de l'atelier du Chemin de fer oriental français, qu'il avait connu en 1883 à l'Exposition de Vienne. Napoli eut l'idée d'utiliser des roues dentées, pour résoudre le problème du transfert de direction. Cette solution a abouti au modèle commercial, confié à l'ingénieur suisse Gottlieb Coradi, (1847-1929), à Zurich.

Intégraphes Coradi
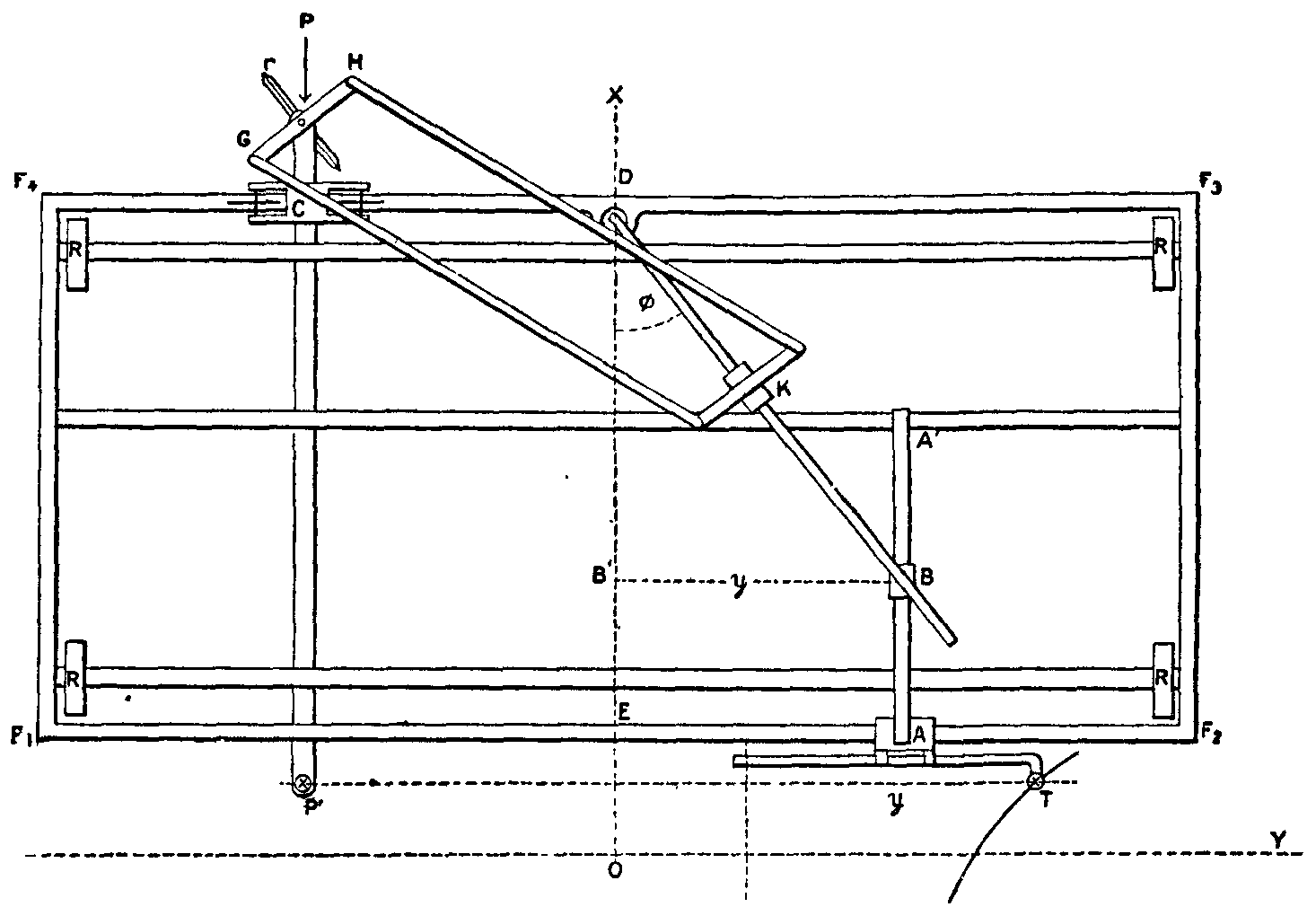
Plan intégraphe Coradi (1911) (Encyclopædia Britannica)
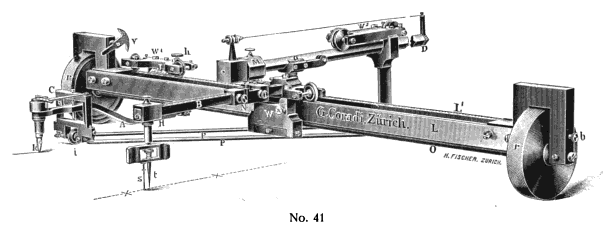
(catalogue Coradi de 1915)

Plusieurs exemplaires d'intégraphes Abdank-Abakanowicz - Napoli, se trouvent dans la collection du Musée des arts et métiers, à Paris,,.

## Vidéos
- Instruments d'intégration du musée des arts et métiers : séquences vidéo QuickTime
- Intégraphe Coradi réalisé en Lego Technic

## Livres
- Bruno Abdank-Abakanowicz, Les Intégraphes. La courbe intégrale et ses applications Étude Sur Un Nouveau Système d'Intégrateurs Mécaniques, Gauthier-Villars, 1886, 182 p. (lire en ligne) (Aussi traduit en allemand : Die Integraphen. Die Integralkurve und ihre Anwendungen, Leipzig, Teubner, 1889).